# Фефёлов, Николай Афанасьевич
Николай Афанасьевич Фефёлов — советский хозяйственный и государственный деятель, лауреат Государственной премии СССР за выдающиеся достижения в труде.

## Биография
Родился в 1925 году в селе Солоновка. Член КПСС.
Участник Великой Отечественной войны: наводчик РП 282-го гвардейского стрелкового полка 92-й гвардейской стрелковой дивизии
В 1946—1969 годах — курсант Свердловского пехотного училища, офицер Советской армии.
Демобилизован в звании майора.
В 1969—1985 годах — бригадир малокомплексной бригады лесорубов опытно-показательного лесхоза «Русский лес» Министерства лесного хозяйства РСФСР в Московской области.
По итогам Всероссийского социалистического соревнования за 1976 г. бригаде Фефёлова присвоено звание «Лучшая бригада лесного хозяйства РСФСР».
За выдающиеся достижения в труде, существенный рост производительности труда на основе совершенствования технологии производства и организации труда был в составе коллектива удостоен Государственной премии СССР за выдающиеся достижения в труде 1977 года.
Умер после 1985 года.

## Награды
- Орден Отечественной войны I степени (06.04.1985)
- Орден Трудового Красного Знамени
- Орден Красной Звезды (26.10.1955)